# 이케다역 (오사카부)
이케다역(일본어: 池田駅, いけだえき)은 일본 오사카부 이케다시에 있는 한큐 전철 다카라즈카 본선의 역이다. 역 번호는 HK-49이다.
2003년 8월 30일의 다이어 개정 이후 전 영업 열차가 정차하게 되었다.

## 역사
- 1910년 3월 10일: 미노오아리마 전기궤도 개통과 동시에 영업 개시. 한큐 전철 최초의 역 중 하나이다.
- 1983년 10월: 하행선 고가화.
- 1984년 10월 28일: 상행선 고가화.
- 1985년 9월 10일: 동서 4곳의 임시 개찰구를 폐지하고 2층 중앙의 신 개찰구 1곳에 집약됨.
- 1986년 4월 30일: 고가화 공사가 완성되고 고가 역사가 공용을 개시하고 서쪽으로 100m 옮긴 것이 운임에 반영됨.
- 1996년 3월 24일: 한큐 전철의 모든 "역장실"이 "서비스 센터"로 변경되어 함께 이케다 역에 있던 지역 총괄이 가와니시노세구치 역으로 이전.
- 1997년 11월 16일: 정기권 매장을 이시바시 역, 가와니시노세구치 역으로 이전.
- 2000년 6월 4일: 본선 특급의 정차역이 됨.
- 2003년 8월 30일: 특급 "닛세이 익스프레스"의 정차역이 되고, 다만 본선 특급은 설정이 소멸됨.
- 2013년 12월 21일: 역 번호(HK-49) 도입.

## 역 구조
섬식 승강장 1면 2선의 고가역이다. 다카라즈카 측의 상하 본선 구간과 하행선 남쪽으로 인상선이 각 1개 설치되어 있어 정류소가 아니다. 전자는 다카라즈카에서 본 역 종착의 보통이, 후자는 우메다 발 당역 종착의 보통이 도착 후 입고하다. 다음날 아침 2개 모두 다카라즈카행 첫 열차이다. 개찰 및 대합실은 2층, 승강장은 3층에 있다.

### 승강장
| 번호 | 노선              | 방향 | 행선                                                |
| ---- | ----------------- | ---- | --------------------------------------------------- |
| 1    | ■ 다카라즈카 본선 | 하행 | 다카라즈카・고베・니시노미야키타구치・이마즈 방면   |
| 2    | ■ 다카라즈카 본선 | 상행 | 오사카 (우메다)・주소・미노오・ 교토・기타센리 방면 |

## 역 주변
역 서쪽의 무로마치는 한큐가 연선 개발의 일환으로 사철에서 처음으로 교외 주택지 개발을 실시한 땅이다. 주택 분양이 시작된 것은 1910년에 당시로서는 선진적인 서양식 주택이나 생활협동조합 같은 생활 방식이 도입되었다. 한큐의 창시자인 고바야시 이치조도 이곳에 거처를 두고 스즈키에게 관련된 문화 시설도 입지하고 있다.
- 이케다 시청・오사카 부 도요노 부민 센터
  - 이케다 토목 사무소
- 이케다 시 소방 본부
- 시립 이케다 병원
- 이케다 시 보건 복지 종합 센터
- 도요노 세무서
- 오사카 이케다 간이 재판소
- 오사카 이케다 구 검찰청
- 헬로우 워크 이케다(공공직업 안정소)
- 이케다 경찰서
- 이케다 보건소
- 고바야시 이치조 기념관
- 이케다 문고
- 이케다 우체국
  - 유초 은행 이케다점
- 이케다 사카에초 우체국
- 이케다 히로시호 우체국
- 미쓰이스미토모 은행 이케다 지점
- 미즈호 은행 이케다 지점
- 간사이 어번 은행 이케다 지점
- 사쓰키 산
- 사쓰키야마 공원
  - 이케다 시립 사쓰키야마 체육관
  - 이케다 시 사쓰키야마 아동 문화 센터
  - 이케다 시립 사쓰키야마 동물원
- 이케다 성터 공원
- 이나가와 운동 공원
- 이케다 시립 이케다 초등학교
- 이케다 포목 자리
- 오히로지
- 사쓰키야마 상점가 - NHK 연속 텔레비전 소설 "테루테루 가족"의 무대였다.
- 선시티 이케다
  - 다이에 이케다 역점 동관, 서관
  - 한큐 오아시스 이케다점
- 다이하츠 디자인 센터
- 마르쉐 2번 관

## 사진

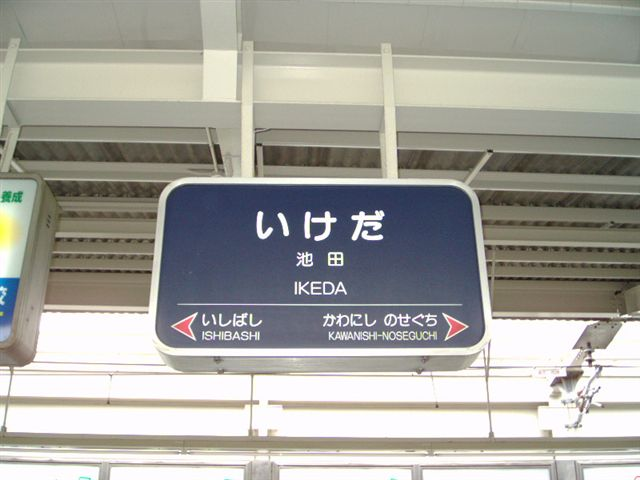
역명판

## 인접역
| 한큐 전철 ■ 다카라즈카 본선 | 한큐 전철 ■ 다카라즈카 본선                                                             | 한큐 전철 ■ 다카라즈카 본선                        |
| --------------------------- | --------------------------------------------------------------------------------------- | -------------------------------------------------- |
| HK-48 이시바시 우메다 방면  | ■ 특급 "닛세이 익스프레스" ■ 통근특급(상행 아침 러시아워에만 운행) ■ 급행 ■ 준급 ■ 보통 | 가와니시노세구치 HK-50 닛세이추오・다카라즈카 방면 |